# Horal's Oude Geuze Mega Blend
Horal's Oude Geuze Mega Blend is een Belgisch bier van spontane gisting.
Deze geuze is een mengeling van jonge en oude lambiek afkomstig van acht HORAL-leden (Brouwerij Boon, De Cam, De Troch, 3 Fonteinen, Hanssens, Lindemans, Oud Beersel en Timmermans). 

Het is een donkerblond bier met een alcoholpercentage van 7%.

## Toer de Geuze
De Toer de Geuze is een organisatie van HORAL en ging voor de eerste keer door in 1997. Toen openden de lambiekbrouwerijen en geuzestekerijen Boon, De Cam, De Troch, 3 Fonteinen, Lindemans en Timmermans hun deuren voor het publiek. Sindsdien wordt deze openbrouwerijendag van het Pajottenland en de Zennevallei om de 2 jaar georganiseerd. Deze Mega Blend werd de eerste maal geproduceerd ter gelegenheid van de Toer de Geuze 2009 en was toen enkel tijdens de opendeurdagen te verkrijgen. Na de tweede editie 2011 was het bier ook verkrijgbaar in de handel.